# Malintzin
O vulcão Malintzin (em nahuatl significa Venerável Senhora Erva, também chamado de Matlacuéyetl, Matlalcueye, Matlalcuéitl (em nauatle Venerável Senhora da Saia Verde, ou ainda La Malinche) é um vulcão mexicano inativo localizado nos estados Puebla e Tlaxcala, perto da cidade  de Puebla.
O vulcão conta com uma altitude de 4.503 metros acima do nível do mar. Seu clima é frio e seu topo recebe neve regularmente. Malintzin é um vulcão que se encontra em estado dormente já fazem mais de três mil anos.